# 스페셜티 커피
스페셜티 커피(Specialty Coffee)는 1974년Tea & Coffee Trade 저널에서 Erna Knutsen에 의해 처음 언급되었다. Knutsen은 특수 미생물에 의해 커피에서 추출되는 최고의 향미에 대해 설명하기 위하여 처음 이 용어를 사용하였다.
스페셜티 커피는 고급(gourmet)커피나 프리미엄(premium)커피 같은 마케팅 용어와는 다른 용어이다. 스페셜티 커피는 스페셜티 커피 협회 (Specialty Coffee Association)에서 정한 스페셜티 기준에 따라 커피를 평가하여 100점 중 80점 이상의 커피에 대하여 스페셜티 커피라고 등급이 정해지며, 비로소 스페셜티 커피로 인정 받을 수 있다.
스페셜티 커피는 특수하고 이상적인 기후에서 재배되며, 컵의 풍미와 맛이 독특하고 결점이 없는 것이 특징이며, 이러한 독특한 풍미와 맛은 생산지의 토양의 특성과 특별한 특징이며, 기준에 따라 엄격히 분류되고 관리된다.
스페셜티 커피를 홍보하고, 자체적으로 연구, 기준을 만들기 위해서 커피 재배자, 수출 업체, 로스터, 소매업체 및 장비 업체는 협회를 설립했으며 이런 협회들은 커피 생산, 소비국 거희 모든 국가에 있다,
스페셜티 커피를 전문적으로 재배하는 국가로는 콜롬비아, 에티오피아, 브라질, 인도네시아 등이 있다. 아라비카(Arabica)와 로부스타(Robusta)는 전 세계의 75개의 커피 품종 중에서 가장 인기 있는 품종 중 하나인데, 스페셜티 커피에서는 주로 아라비카 품종의 원두를 사용한다.

## 커피 소비국의 협회
- 스페셜티 커피 협회 SCA (Specialty Coffee Association)[3][4]
- 미국 스페셜티 커피 협회 (Specialty Coffee Association of America)[5]
- 유럽 스페셜티 커피 협회 (Speciality Coffee Association of Europe)[6]
- 한국 스페셜티 커피 협회 (Specialty Coffee Association of Korea)[7]
- 일본 스페셜티 커피 협회 (Specialty Coffee Association of Japan)[8]
- 뉴질랜드 스페셜티 커피 협회 (New Zealand Specialty Coffee Association)[9]
- 싱가포르 스페셜티 커피 협회 (Singapore Coffee Association)[10]
- 대양주 스페셜티 커피 협회 (Austral Asian Specialty Coffee Association)[11]

## 커피 생산 / 소비국의 협회
- ANACAFE's Guatemalan Cup of Excellence[12]
- 볼리비아 스페셜티 커피 협회 (Specialty Coffee Association of Bolivia)
- 브라질 스페셜티 커피 협회 (Brazil Specialty Coffee Association)[13]
- 콜롬비아 커피 연합 (Colombian Coffee Federation)[14]
- 코스타리카 스페셜티 커피 협회 (Specialty Coffee Association of Costa Rica)[15]
- East African Fine Coffees Association)[16]
- Itzalco Fine Coffee Association of El Salvador[17]
- 인도 스페셜티 커피 협회 (Specialty Coffee Association of India)[18]
- 인도네시아 스페셜티 커피 협회 (Specialty Coffee Association of Indonesia)[19]
- Asociación de Cafes Especiales de Nicaragua
- Association of Special Coffees of Panama[20]
- 남아프리카 스페셜티 커피 협회 (Specialty Coffee Association of Southern Africa)[21]
- Asociación Mexicana de Cafés y Cafeterías de Especialidad A.C.[22]